# Кинделя (Оренбургская область)
Кинделя — село в Ташлинском районе Оренбургской области, административный центр и единственный населенный пункт Кинделинского сельсовета.

## География
Расположено на правом берегу реки Кинделя в 23 км к юго-востоку от районного центра села Ташла и в 150 км к западу от Оренбурга.

## История
Село было основано в 1748 году как форпост и заселено казаками из Илецкого городка. К 1887 году население составило 2082 человека. В советское время работали колхозы «Красная армия» и им. Карла Маркса.

## Население
| 2010  | 2012  | 2013  | 2014  | 2015  | 2016  | 2017  |
| ----- | ----- | ----- | ----- | ----- | ----- | ----- |
| 1483  | ↘1463 | →1463 | ↘1442 | ↘1400 | ↘1375 | ↘1319 |
| 2018  | 2019  | 2020  | 2021  |       |       |       |
| ↘1305 | ↘1277 | ↘1260 | ↘1250 |       |       |       |

Национальный состав (на 2002 год): русские — 84 %.